# Kościół św. Pawła Apostoła w Rudzie Śląskiej-Nowym Bytomiu
Kościół Świętego Pawła Apostoła – rzymskokatolicka świątynia parafialna Nowego Bytomia (śl. Fryncita, Fryna), obecnie dzielnicy Rudy Śląskiej. Kościół zamyka od zachodu plac Jana Pawła II, który przylega do głównej ulicy Nowego Bytomia – ul. Niedurnego.
Dzieło Johannesa Franziskusa Klompa z Dortmundu, architekta pochodzenia holenderskiego. Cenny przykład neoromańskiej architektury sakralnej na Górnym Śląsku.

## Historia
Dzieje parafii nowobytomskiej sięgają XV wieku, jednak obecny kościół ma metrykę sięgającą 1903 roku. Wcześniejszy kościół parafii nowobytomskiej, pw. św. Józefa, usytuowany na terenie osiedla Otylia wzniesiony w 1885 roku w stylu neoromańskim był świątynią niewielką, podczas gdy Nowy Bytom stał się silnym ośrodkiem przemysłowym skupionym wokół huty i kopalni „Pokój” (dawniej Friedenshütte i Gottessegen). Wzrost liczby ludności i urbanizacja miasta były głównymi powodami dla inicjatywy rozbudowy kościoła. Ostatecznie koncepcja ta upadła i ks. Emil Korus zaproponował wzniesienie nowej, monumentalnej świątyni.
Opiekę nad budową nowej świątyni podjął Edward Adamczyk. W 1909 r. architekt Johannes Franziskus Klomp przedstawił projekt nowej świątyni, a także koncepcję wystroju wnętrza. Ponadto zaprojektował sąsiadujący kościołem budynek probostwa. W roku 1911 poświęcono kamień węgielny, na którym wyryto słowa: AD 1911 Estis superaedificati super fendamentum Apostolorum et prophetorum („Roku Pańskiego 1911, jesteście zbudowani na fundamencie Apostołów i Proroków”). Budowniczym kościoła był oprócz ks. Adamczyka Artur Allnoch ze Świętochłowic.
Budowa tej monumentalnej świątyni trwała bardzo krótko, bowiem już dnia 15 września 1912 roku miała miejsce konsekracja świątyni dokonana przez ówczesnego sufragana wrocławskiego ks. bp. dr. Karola Augustina, co potwierdzają umieszczone wewnątrz świątyni pamiątkowe tablice.
W 1982 r. dokonano gruntownego remontu świątyni, usuwając część pierwotnego historyzującego wystroju świątyni, głównie w prezbiterium. Nową aranżację wnętrza zaprojektowali Ludwik Konarzewski (junior), Adam Lisik oraz Henryk Góraj. Nowy ołtarz główny poświęcono dnia 31 października 1982.
W latach 2009–2010 wyremontowano wieżę.

## Architektura

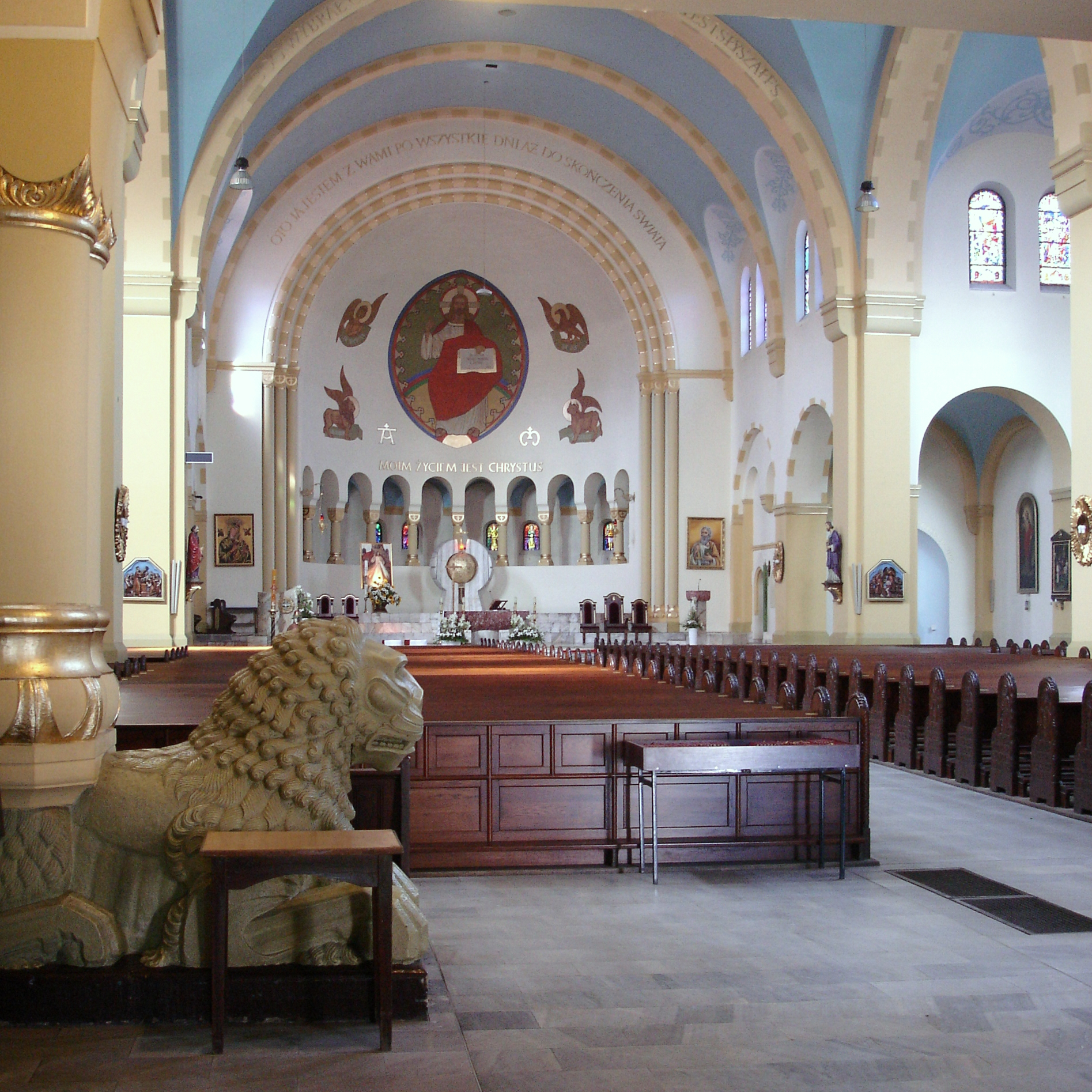
Wnętrze (2017)

Kościół jest trójnawową bazyliką z transeptem, prezbiterium zamkniętym półkolistą absydą i masywem wieżowym, do którego po bokach przylegają prostokątne, zamknięte półkolistymi absydami kaplice. Ze względu na układ urbanistyczny rynku nowobytomskiego zrezygnowano z orientowania – średniowiecznej koncepcji teologiczno-architektonicznej, stąd kościół jest na osi wschód-zachód. Od strony wschodniej wznosi się masyw wieżowy, który poprzedza przedsionek (narteks) z trzema arkadami. Elewację fasady flankują dwie cylindryczne wieże nakryte kopułami. Fasadę wieńczy trójkątny szczyt, powyżej którego wznosi się główna wieża, która dolnej części ma plan kwadratowy. Powyżej strefy okien (gdzie znajduje się w dwóch strefach biforia) w obrębie szczytów umieszczone są tarcze zegarowe. Ponad tymi szczytami wieża ma plan oktogonu; w narożach umieszczono ośmioboczne wieżyczki zwieńczone kopułami. W górnej strefie oktogonu ściany przeprute są wąskimi oknami. Całość zwieńczona jest kopulastym hełmem z latarnią. Korpus nawowy cechuje silna dysproporcja – nawy boczne są krótkie i niskie w stosunku do obszernej nawy głównej. Część prezbiterialna jest silnie rozczłonkowana; ponad wąskim obejściem do którego przylegają dwie prostokątne kaplice wznoszą się empory. Przy narożach kaplic i obejścia wznoszą się niewysokie wieże na planie okrągłym.
Wnętrze nakryte jest sklepienie kolebkowe z lunetami, zaś na skrzyżowaniu naw sklepieniem żaglastym. Arkady międzynawowe są zamknięte półkoliście. Podobną formę mają parzyste okna naw, zaś od strony zachodniej i na elewacjach transeptu światło pada przez masywne rozety. Absydę zdobi ciąg wąskich półkoliście zamkniętych arkad.
Kościół został wzniesiony w stylu neoromańskim wzbogaconym o elementy sztuki starochrześcijańskiej, bizantyjskiej i ottońskiej. Dostrzegalne są także motywy znane w sztuce islamu. Taka synteza stylistyczna zawierająca bogactwo form orientalnych ma podłoże ideowo-polityczne, parafia nowobytomska była bowiem jedną z najbardziej wysuniętych na wschód w ówczesnym państwie niemieckim. Architekt Klomp w swoim projekcie kierował się szeroką znajomością sztuki średniowiecznej zachodniej i wschodniej. Punktem wyjścia było główne dzieło architekta, monumentalny kościół św. Antoniego w Rheine w Nadrenii, mieście, w którym, podobnie jak w Nowym Bytomiu, przeważała ludność robotnicza. Pierwotnie kościół nowobytomski miał mieć takie samo wezwanie jak kościół w Rheine, jednakże z inicjatywy ówczesnego dyrektora huty „Pokój” Pawła Gasza parafii nadano obecne patrocinium. W architekturze kościoła Klomp cytował formy z kościołów nadreńskich i westfalskich (opactwo Maria Laach i katedra w Paderborn) oraz saskich (katedra w Königslutter, ponadto z innych kościołów m.in. kościół św. Elżbiety we Wrocławiu). Heterogeniczny charakter architektury nowobytomskiego kościoła pogłębiają wpływy włoskie oraz bizantyńskie i islamskie, preferowane w architekturze synagog XIX i XX w.

## Dekoracja rzeźbiarska
Na zewnątrz kościół ma bogatą dekorację rzeźbiarską z bogatym programem ikonograficznym, obejmującą nie tylko fasadę i wieżę, lecz także elewacje transeptu i absydę. Przed wejściem do kościoła stoją na masywnych cokołach postacie św. Floriana – patrona hutników i św. Barbary – patronki górników. Kolumny łuków arkadowych przedsionka dźwigają rzeźbione lwy, zaś u nasady łuków arkadowych umieszczono maszkarony. Powyżej środkowej arkady na szczycie umieszczono płaskorzeźbione przedstawienia świętych Pawła, Łukasza i Barnaby oraz inskrypcję z mottem życiowym św. Pawła – patrona świątyni. Powyżej rozety, w obrębie szczytu fasady wschodniej umieszczono przedstawienia Chrystusa w mandorli jako Maiestas Domini, któremu towarzyszy tetramorphos – symbole Czterech Ewangelistów – św.Mateusz (anioł), św.Marek (lew), św.Łukasz (wół), św.Jan (orzeł). Szczyt wieńczy pełnoplastyczna Grupa Ukrzyżowania.
Na południowej elewacji transeptu umieszczono płaskorzeźby Doktorów Kościoła (świętych Ambrożego, Augustyna, Hieronima) oraz z łacińską inskrypcję z wersetem z hymnu św. Ambrożego Te Deum laudamus... oraz Sanctus. W elewacji północnej użyto słów z hymnu św. Tomasza z Akwinu: Adoro te devote latens deitas. Oprócz św. Tomasza z Akwinu płaskorzeźby przedstawiają świętych Alfons Liguoriego i Jana Bożego.
Cztery okna absydy są zamurowane. Na zewnątrz wzbogacono je płaskorzeźbami Czterech Ewangelistów. Powyżej okien widnieje łacińska inskrypcja z wersetem z Ewangelii św. Mateusza: Querite primum regnum Dei et iustitiam eius et haec omnia adicientur vobis („Starajcie się naprzód o Królestwo Boże i Jego sprawiedliwość, a to wszystko Wam będzie dodane”, Mt 6, 33).